# Museu Etnográfico de Arcozelo da Torre
O Museu Etnográfico de Arcozelo da Torre localiza-se na freguesia de Arcozelos, no concelho de Moimenta da Beira, Distrito de Viseu, em Portugal.
O museu exibe ao público, como exposição permanente, uma casa rural tradicional do interior do país através da reconstituição de uma casa de lavoura dos finais do século XVIII e princípios do século XIX, incluindo a chamada loja do porco, a loja das vacas, a loja dos cereais, a adega, a cozinha, e os pequenos quartos característicos da época, em que as camas não eram mais do que cavaletes sobre os quais se colocavam umas tábuas e sobre estas um colchão de palha, a enxerga.
A reconstituição museológica foi feita com o recurso a uma casa da época, em alvenaria de pedra e madeira, que se encontrava em ruínas e que foi reconstruída e requalificada.
O Museu resultou da iniciativa, a nível local, da Associação Recreativa e Cultural Arcozelense (ARCA).